# مقر خاتم الأنبياء للإعمار
مقر خاتم الأنبياء للإعمار (1981مـ) (بالفارسية: قرارگاه سازندگی خاتم الأنبیاء) هي شركة هندسية إيرانية يسيطر عليها حرس الثورة الإسلامية. وتعتبر الشركة، المعروفة أيضا باسم قرب، الذراع الهندسي الرئيسي للحرس الثوري الإيراني وأحد أكبر المقاولين الإيرانيين في المشاريع الصناعية والإنمائية. تم إنشاء خاتم الأنبياء خلال الحرب العراقية الإيرانية بين 1980 و1988 للمساعدة في إعادة إعمار البلاد، وتنوعت على مرّ السنين إلى شركات تتعامل مع الهندسة الميكانيكية والطاقة والتعدين والدفاع وبناء المحطات والماء والكهرباء والاتصالات والصناعات المعدنية والنفط والغاز والعمل وبناء السدود وإنشاء خطوط حديدية وطرق دولية وخطوط نقل المياه.
وتتأثر الشركة وبعض الشركات التابعة لها بفرض عقوبات على الأمم المتحدة.

## تأسيس
بعد الحرب العراقية الإيرانية (1980-1988)، شجعت الحكومة الإيرانية الحرس الثوري الإيراني على تعزيز ميزانيتها من خلال الأنشطة الاقتصادية. وللقيام بذلك، أنشأ الحرس الثوري الإيراني مقر الاكتفاء الذاتي ومقر إعادة الإعمار. في عام 1990، أصبح مقر إعادة الإعمار، مقر خاتم ألانبياء للإعمار، وباختصار «قرب». في الوقت المناسب، أصبحت الشركة «واحدة من أكبر المقاولين الإيرانيين في المشاريع الصناعية والإنمائية، واليوم يعتبر الذراع الهندسية الرئيسية للحرس الثوري الإيراني».